# Solemont
Solemont is een gemeente in het Franse departement Doubs (regio Bourgogne-Franche-Comté) en telt 185 inwoners (1999). De plaats maakt deel uit van het arrondissement Montbéliard.

## Geografie
De oppervlakte van Solemont bedraagt 8,0 km², de bevolkingsdichtheid is 23,1 inwoners per km².
De onderstaande kaart toont de ligging van Solemont met de belangrijkste infrastructuur en aangrenzende gemeenten.

## Demografie
Onderstaande figuur toont het verloop van het inwonertal (bron: INSEE-tellingen).